# Bianca du Mortier
Bianca Maria du Mortier (Heerlen, 1956) is een Nederlandse kunsthistoricus, gespecialiseerd in kostuumgeschiedenis. Zij was van 1980 tot en met 2023 als conservator in dienst van het Rijksmuseum Amsterdam, waar zij verantwoordelijk was voor de kostuumverzameling. Zij is auteur van artikelen en boeken over mode- en kostuumgeschiedenis.

## Biografie
Du Mortier studeerde kunstgeschiedenis aan de Rijksuniversiteit Utrecht, met als specialisme kostuumgeschiedenis. Haar afstudeerscriptie handelde over Het herenkostuum in Engeland, 1790-1820, de periode met George Bryan Brummell (Beau Brummell).
In 1980 trad ze in dienst bij het Rijksmuseum als conservator Kostuum. Ze was verantwoordelijk voor de collectie van circa 10.000 objecten tellende verzameling kostuums die naast kledingstukken ook accessoires van uiteenlopende aard van 1550 tot 1965 bevat. Zij was betrokken bij het samenstellen van exposities en schreef een aantal boeken over mode en kostuumgeschiedenis. Zij publiceert onder de naam Bianca M. du Mortier.
Samen met collegae was Du Mortier betrokken bij de oprichting van het digitale platform Modemuze.nl (2006), waar zij regelmatig boeken over mode en kostuumgeschiedenis bespreekt.
Op 15 april 2023 ging Du Mortier met pensioen  en ter ere hiervan werd op 20-21 april een internationaal symposium ‘Under the magnifying glass: Object-based research in museum costume/fashion collections’ georganiseerd.